# Women’s Premier Ice Hockey League 2009/10
Die Saison 2009/10 war die 28. Austragung der höchsten englischen Fraueneishockeyliga, der Women’s Premier Ice Hockey League. Die Ligadurchführung erfolgt durch die English Ice Hockey Association, den englischen Verband unter dem Dach des britischen Eishockeyverbandes Ice Hockey UK. Der Sieger erhielt die Bill Britton Memorial Trophy.

## Modus
Die Relegationsgewinner Billingham Wildcats verzichteten auf den Aufstieg, so dass Solihull Vixens in der Premier League verblieben.
Zunächst spielten alle Mannschaften eine einfache Runde mit Hin- und Rückspiel. Die vier Besten erreichten das Halbfinale. Der Letzte musste in die Relegation gegen den Besten der 1. Division. In der Finalrunde wurde jeweils nur ein Spiel zwischen den Kontrahenten ausgetragen.

## Hauptrunde
| Platz | Mannschaft               | Spiele | S  | U | N  | Punkte  | Tore |
| ----- | ------------------------ | ------ | -- | - | -- | ------- | ---- |
| 1.    | Slough Phantoms          | 18     | 17 | 0 | 1  | 156:032 | 34   |
| 2.    | Sheffield Shadows        | 18     | 16 | 1 | 1  | 143:032 | 33   |
| 3.    | Bracknell Queen Bees (M) | 18     | 12 | 1 | 5  | 091:047 | 25   |
| 4.    | Kingston Diamonds        | 18     | 10 | 1 | 7  | 064:050 | 21   |
| 5.    | Guildford Lightning      | 18     | 9  | 1 | 8  | 051:042 | 19   |
| 6.    | Swindon Topcats          | 18     | 7  | 1 | 10 | 040:067 | 15   |
| 7.    | Solihull Vixens          | 18     | 5  | 1 | 12 | 041:095 | 11   |
| 8.    | Newcastle Northern Stars | 18     | 4  | 1 | 13 | 030:082 | 9    |
| 9.    | Streatham Storm          | 18     | 3  | 1 | 14 | 027:113 | 7    |
| 10.   | Cardiff Comets           | 18     | 2  | 2 | 14 | 024:107 | 6    |

## Final Four

### Halbfinale
| 29. Mai 2010 14:00 Uhr | Slough Phantoms | 8:3 (4:1, 2:2, 2:0) Spielbericht | Kingston Diamonds | Sheffield |

| 29. Mai 2010 16:15 Uhr | Sheffield Shadows | 3:2 n. V. (0:1, 2:1, 0:0, 1:0) Spielbericht | Bracknell Queen Bees | Sheffield |

### Spiel um den 3. Platz
| 30. Mai 2010 12:15 Uhr | Kingston Diamonds | 3:4 n. V. (1:2, 1:0, 1:1, 0:1) Spielbericht | Bracknell Queen Bees | Sheffield |

### Finale
| 30. Mai 2010 16:45 Uhr | Slough Phantoms | 6:2 (2:1, 2:1, 2:0) Spielbericht | Sheffield Shadows | Sheffield |

## Relegation
Im Kampf um einen Platz in der höchsten Liga konnte sich der Gewinner der Division 1 gegen den Letztplatzierten der Premier League durchsetzen und erreichte den Aufstieg.
|  | Cardiff Comets | -:- (-:-, -:-, -:-) | Basingstoke Bison Ladies |  |

## Division 1
Die Women’s National Ice Hockey League ist nach der Premier League die zweite Stufe der englischen Fraueneishockeyliga. In ihr ist die Division 1 die höchste Klasse. Sie ist in drei regionale Gruppen gegliedert.
| North | North               | North  | North | North  | North    | North   | North  |
| ----- | ------------------- | ------ | ----- | ------ | -------- | ------- | ------ |
| Platz | Mannschaft          | Spiele | Siege | Unent. | Niederl. | Tore    | Punkte |
| 1.    | Flintshire Furies   | 14     | 12    | 1      | 1        | 112:056 | 25     |
| 2.    | Nottingham Vipers   | 14     | 9     | 2      | 3        | 088:033 | 20     |
| 3.    | Kingston Diamonds B | 14     | 8     | 2      | 4        | 047:031 | 18     |
| 4.    | Whitley Bay Squaws  | 14     | 5     | 1      | 8        | 066:065 | 11     |
| 5.    | Sheffield Shadows B | 14     | 4     | 2      | 8        | 055:064 | 10     |
| 6.    | Blackburn Thunder   | 14     | 0     | 0      | 14       | 015:134 | 0      |

| Midlands | Midlands                   | Midlands | Midlands | Midlands | Midlands | Midlands | Midlands |
| -------- | -------------------------- | -------- | -------- | -------- | -------- | -------- | -------- |
| Platz    | Mannschaft                 | Spiele   | Siege    | Unent.   | Niederl. | Tore     | Punkte   |
| 1.       | Milton Keynes Falcons      | 14       | 12       | 2        | 0        | 81:09    | 26       |
| 2.       | Oxford City Midnight Stars | 14       | 12       | 0        | 2        | 96:23    | 24       |
| 3.       | Telford Wrekin Raiders     | 14       | 8        | 2        | 4        | 72:44    | 18       |
| 4.       | Coventry Phoenix           | 14       | 3        | 1        | 10       | 38:76    | 7        |
| 5.       | Peterborough Penguins      | 14       | 2        | 1        | 11       | 26:87    | 5        |
| 6.       | Oxford University          | 14       | 1        | 2        | 1        | 24:98    | 4        |

| South | South                      | South  | South | South  | South    | South   | South  |
| ----- | -------------------------- | ------ | ----- | ------ | -------- | ------- | ------ |
| Platz | Mannschaft                 | Spiele | Siege | Unent. | Niederl. | Tore    | Punkte |
| 1.    | Basingstoke Bison Ladies   | 16     | 13    | 0      | 3        | 123:025 | 26     |
| 2.    | Chelmsford Cobras          | 16     | 12    | 1      | 3        | 083:19  | 25     |
| 3.    | Streatham Storm B          | 16     | 8     | 2      | 6        | 073:69  | 18     |
| 4.    | Bracknell Firebees         | 16     | 8     | 1      | 7        | 051:61  | 17     |
| 5.    | Invicta Dynamics           | 16     | 5     | 1      | 10       | 027:50  | 11     |
| 6.    | Solent and Gosport Amazons | 16     | 4     | 2      | 10       | 021:76  | 10     |
| 7.    | Basingstoke Bears          | 16     | 2     | 1      | 13       | 015:93  | 5      |

### Finalrunde
In einem Finalturnier wurde zwischen den jeweils Besten der drei Gruppen um den Sieg in der Division 1 und um das Recht des Relegationsspiels gegen den Letzten der WPIHL gespielt.
| 29. Mai 2010 12:15 Uhr | Flintshire Furies | 7:9 (3:2, 1:4, 3:3) Spielbericht | Basingstoke Bison Ladies | Sheffield |

| 30. Mai 2010 14:40 Uhr | Milton Keynes Falcons | 1:4 (0:2, 1:2, 0:0) Spielbericht | Basingstoke Bison Ladies | Sheffield |